# نه خدا، نه ارباب
نه خدا، نه ارباب (به انگلیسی: No God, No Master) یک فیلم هیجان انگیز جنایی مستقل محصول ۲۰۱۲ آمریکا به کارگردانی، نویسندگی و تهیه کنندگی تری گرین است. در این فیلم دیوید استراترن، ری وایز، سم ویتور، الساندرو ماریو و ادواردو بالرینی بازی می‌کنند. نه خدا، نه ارباب در میلواکی، ویسکانسین فیلم‌برداری شد. این داستان شامل ارجاعاتی به کشتار لودلو در سال ۱۹۱۴ و همچنین تصاویری از محاکمه ساکو و وانتزی و بمب‌گذاری در وال استریت ۱۹۲۰ است.
این فیلم برای اولین بار در جشنواره فیلم میلواکی ۲۰۱۲ به نمایش درآمد.

## داستان
هنگامی که در تابستان ۱۹۱۹ مجموعه ای از بمب‌ها بر روی درب خانه‌های سیاستمداران و بازرگانان برجسته ظاهر می‌شود، مأمور اداره تحقیقات ایالات متحده ویلیام فلین (Strathairn) وظیفه یافتن مسئولین را بر عهده می‌گیرد. او در تحقیقات یک نقشه آنارشیستی را آشکار می‌کند. این فیلم که بر اساس رویدادهای واقعی آن دوره است، زمینه را برای درامی با شباهت‌هایی با جنگ معاصر علیه تروریسم و نقشی که دولت برای شکست آن ایفا می‌کند، به تصویر می‌کشد.

## عوامل
- دیوید استراثیرن در نقش ویلیام جی فلین
- سم ویتور در نقش یوجنیو راوارینی
- ادواردو بالرینی در نقش کارلو ترسکا
- الساندرو ماریو در نقش بارتولومئو وانتزی
- ری وایز در نقش میچل پالمر، دادستان کل
- جف دوژاردین در نقش گزارشگر تام بنتون

## تولید

### توسعه
این فیلم توسط تری گرین کارگردانی، نویسندگی و تهیه کنندگی است.

### فیلمبرداری
نه خدا، نه ارباب در میلواکی، ویسکانسین، ایالات متحده آمریکا در سال ۲۰۰۹ طی ۲۴ روز در ۴۲ مکان مختلف، از جمله ویلا تراس، غرفه پارک ساحلی جنوبی، تالار شهر و آبجوسازی قدیمی پابست فیلمبرداری شد.

## انتشار
در اکتبر ۲۰۱۳، مونتری مدیا حق انتشار ایالات متحده را برای اکران فیلم در ایالات متحده و انتشار در کانادا در مارس ۲۰۱۴ خریداری کرد.

### جشنواره‌ها
فیلم برای نمایش در جشنواره فیلم استونی بروک ۲۰۱۲ انتخاب شد.

## نمرات
تا تاریخ سپتامبر ۲۰۲۰ نمره ۷۳ درصدر در راتن تومیتوز بر اثاث ۱۵ نقد.